# Orgel von St. Peter und Paul (Cappel)
Die Orgel von St. Peter und Paul in Cappel (Niedersachsen) wurde 1680 von Arp Schnitger für die Hamburger St. Johannis-Klosterkirche gebaut und befindet sich seit 1816 in Cappel. Sie gilt als die vollständigste und klanglich besterhaltene historische Orgel aus dem späten 17. Jahrhundert in Norddeutschland. Das Werk verfügt über zwei Manuale, Pedal und 30 Register, von denen nur zwei nicht vollständig erhalten sind. Weltberühmt wurde das Instrument durch Helmut Walchas Schallplattenaufnahmen der Orgelwerke Bachs (1950–1952).

## Baugeschichte

### Neubau durch Schnitger 1680

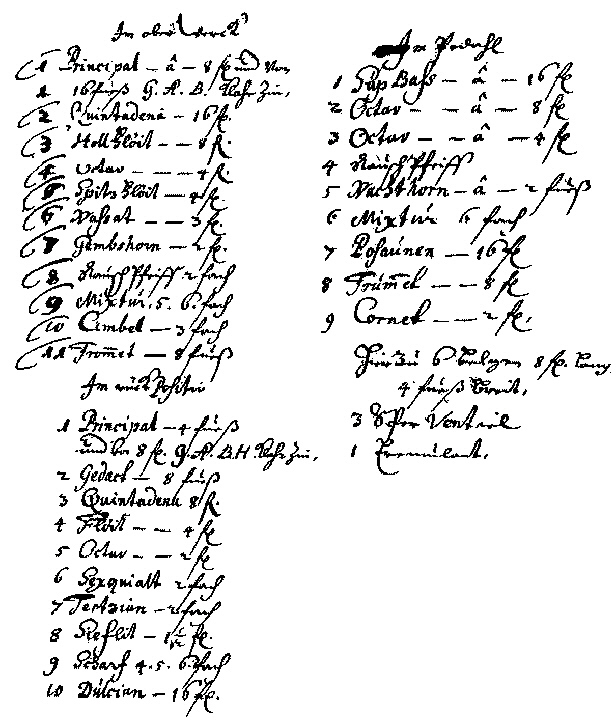
Autographer Dispositionsentwurf von Schnitger

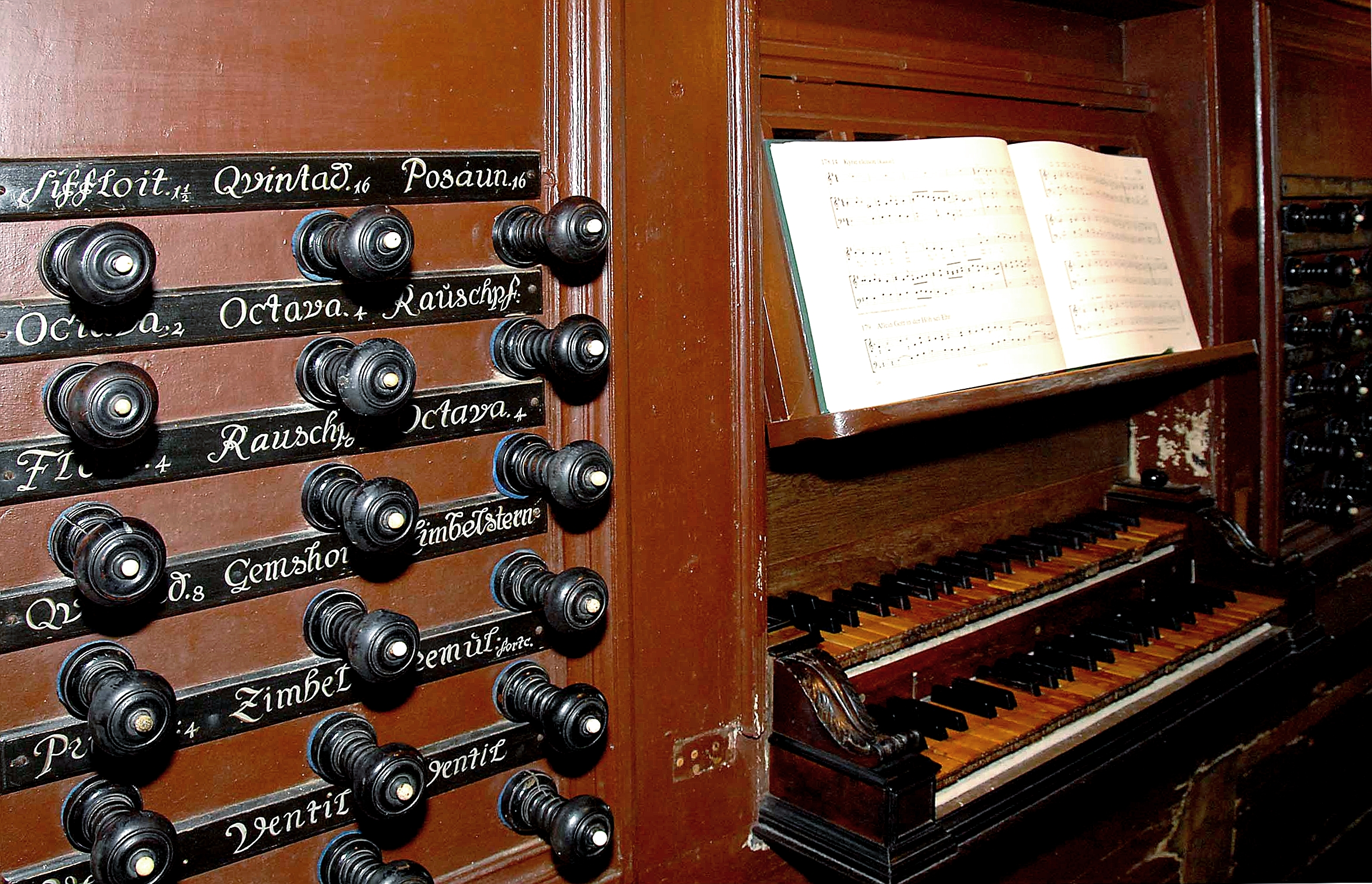
Spieltisch der Orgel in Cappel

Die Orgel entstand für die Hamburger Klosterkirche St. Johannis (an der Stelle des heutigen Rathausmarktes). Die Johanniskirche war Teil des von den Dominikanern begründeten Johannisklosters, welches seit der Reformation von der Gelehrtenschule des Johanneums genutzt wurde. Zu dessen bekannten Kantoren gehörten unter anderem Georg Philipp Telemann und Carl Philipp Emanuel Bach.
Der Vertragsabschluss erfolgte vermutlich 1679. Schnitgers eigenhändiger Dispositionsentwurf wurde 1989 in Basedow wiederentdeckt. Von April bis Dezember 1680 wurde die Orgel mit Hauptwerk, Rückpositiv und Pedal in neun Monaten in Schnitgers Stader Werkstatt gebaut. Das Pedal erhielt seinen Platz direkt hinter dem Hauptwerk-Gehäuse, das keine Rückwand aufwies. Schnitger übernahm zehn Register aus der Vorgängerorgel, einem Instrument eines unbekannten Erbauers aus der Spätrenaissance (vermutlich aus dem Jahr 1567). So integrierte Schnitger alle tieferen Gedackt-Register in seine Orgel.
Die relativ breiten Gehäuse von Hauptwerk und Rückpositiv sind fünfachsig und entsprechen sich in der Form. Der jeweils überhöhte polygonale Mittelturm wird mit den seitlichen Spitztürmen durch zweigeschossige Flachfelder verbunden, in denen stumme Pfeifen aufgestellt sind (wie in der Schnitger-Orgel in Nieuw Scheemda). Die Seitentürme und Flachfelder der beiden Manualwerkgehäuse werden unter einem gemeinsamen Kranzgesims im Kompositstil vereint. Aufwendig gestaltete Konsolen vermitteln zu dem schmaleren Untergehäuse mit dem Spieltisch. Die reich geschmückten Gesimse, Ständer und Friese des Prospekts knüpften an das Aussehen des bisherigen Instruments an oder es wurden Teile der alten Verzierung übernommen. Das Schnitzwerk schuf der Hamburger Bildhauer Christian Precht. Im Rankenwerk der Schleierbretter sind im Hauptwerk ausschließlich florale Elemente, im Rückpositiv neben Blüten und Früchte auch Fratzen und stilisierte Tierköpfe und im Unterzug des Rückpositivs drei Engelsköpfe eingearbeitet.
Die zinnernen Prospektpfeifen sind neben denen aus Oederquart die einzigen von Schnitger, die vollständig erhalten sind und 1917 nicht für Rüstungszwecke abgeliefert werden mussten. Klanglich zeichnen sie sich durch einen eleganten und obertonreichen Klang aus. Die polyphon konzipierten Mixturen spiegeln die Tradition der Renaissance-Mixturen ohne hohe Chöre im Diskant wider. Aufgrund des Reichtums an gemischten Stimmen sind vielfältige Plenumklänge möglich. Dass Schnitgers Pedalmixtur (mit einem Terzchor) erhalten blieb, ist ungewöhnlich, da sie bei anderen Schnitger-Orgeln in der Regel dem Zeitgeschmack entsprechend später ersetzt wurden. Bemerkenswert ist auch die chromatische Aufstellung der Pfeifen auf der hinten frei stehenden Pedallade, die sich durch die Schräge der Westmauer in St. Johannis erklärt. Dass Schnitger Zungenregister aus älteren Instrumenten übernommen hat, ist ansonsten ungewöhnlich. Insgesamt ist die originale Intonation Schnitgers weitgehend erhalten und wurde nicht wesentlich durch Umarbeitungen und Restaurierungen verändert.

### Überführung nach Cappel 1816 durch Georg Wilhelmy

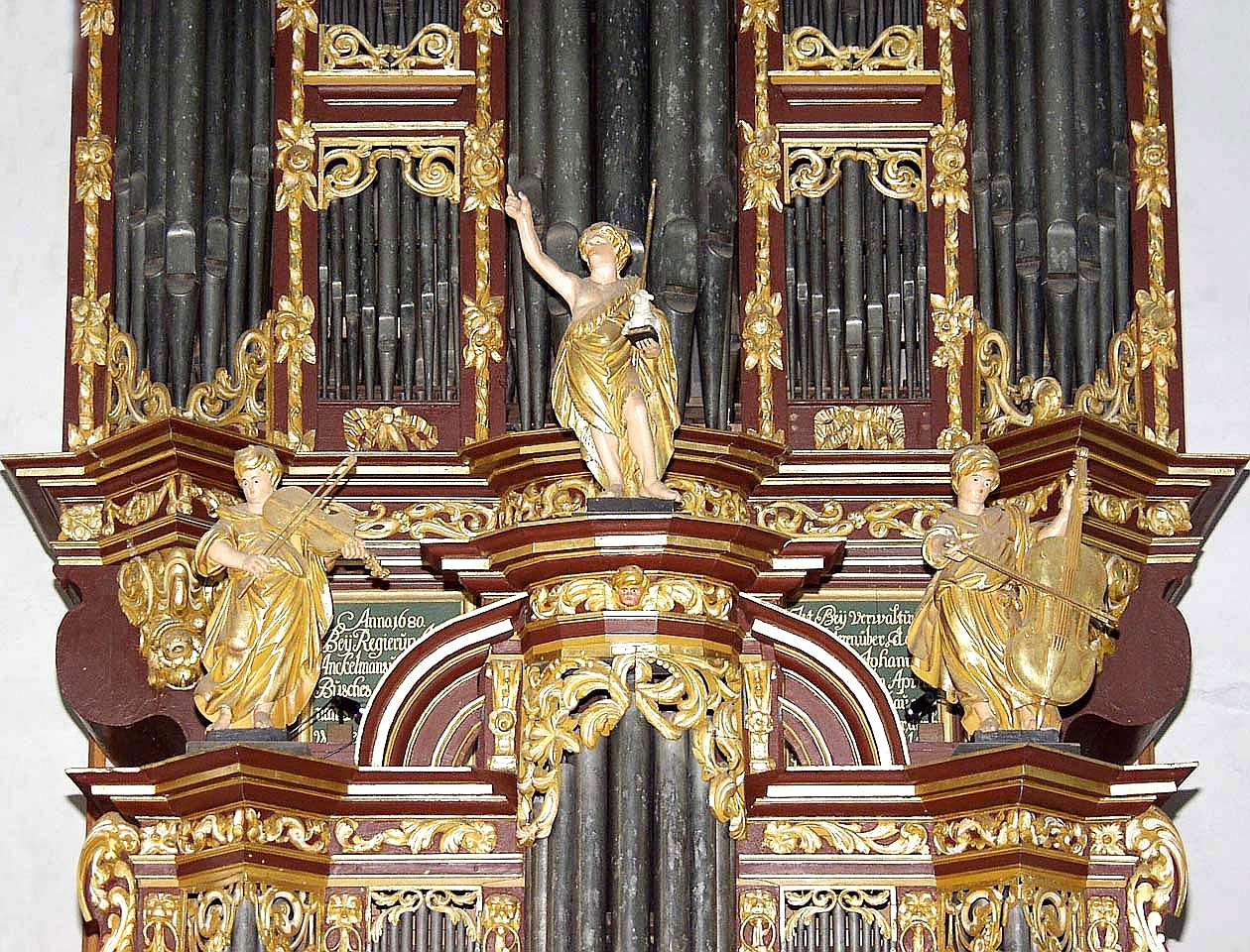
Johannes der Täufer mit zwei flankierenden Engeln

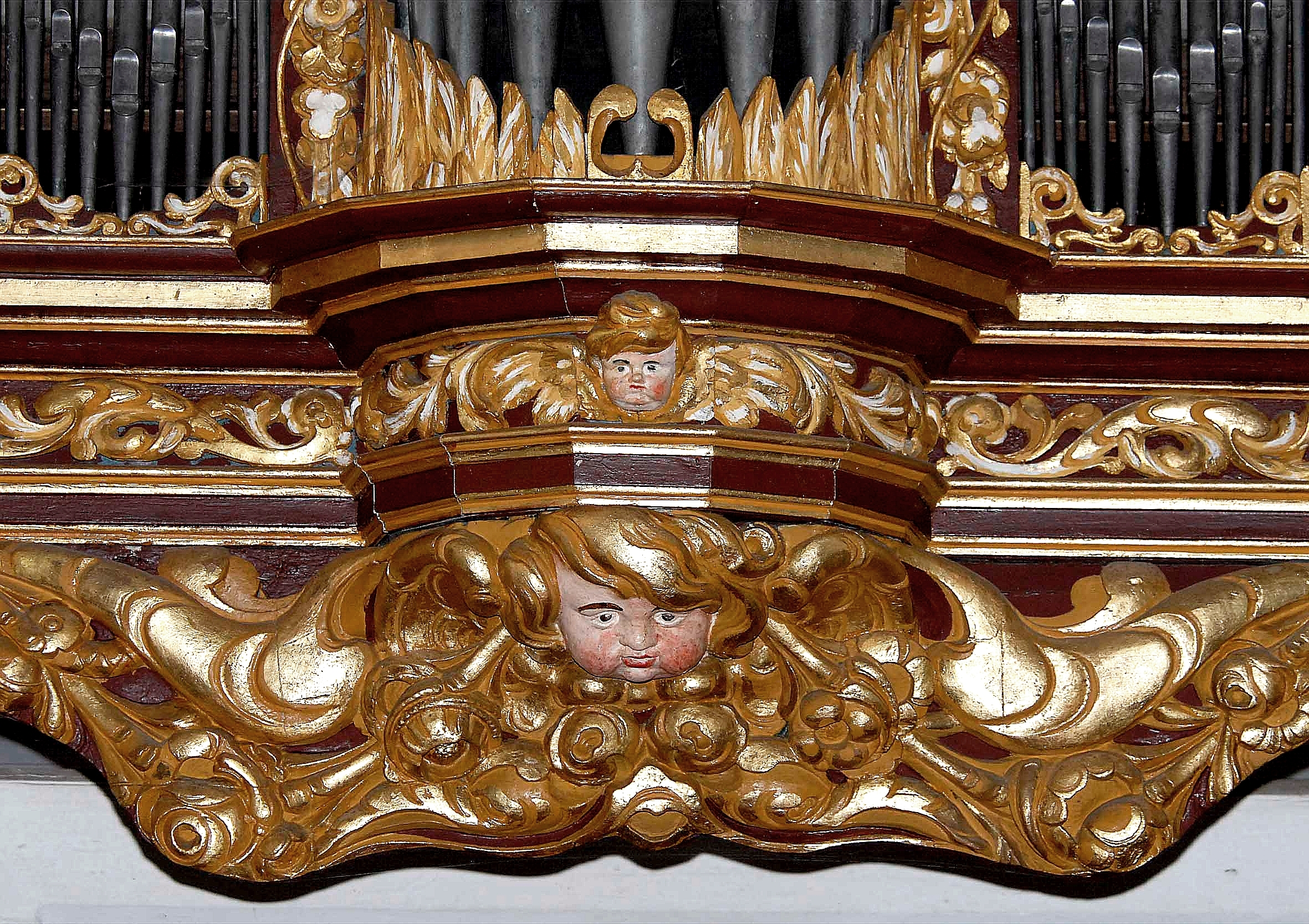
Unterer Abschluss des Rückpositivs

Im Zuge der französischen Besatzungszeit zu Beginn des 19. Jahrhunderts diente die Klosterkirche als Magazin. Die Orgel wurde 1813 von Joachim Wilhelm Geycke abgebaut und ausgelagert und die Johanniskirche 1829, später das Kloster abgerissen. Die Orgel wurde von der Hamburger St. Petrikirche für 600 Reichstaler nach Cappel verkauft, wo nach dem Kirchenbrand 1810 eine neue Kirche erbaut worden war (1815–1816), sich die Gemeinde aber keine neue Orgel leisten konnte. Eine Cappeler Delegation reiste am 16. Juni 1816 nach Hamburg, um die Orgel abzuholen. Geycke und Johann Heinrich Wohlien verpackten die Orgel in Holzkisten, die von Hamburg nach Cuxhaven mit dem Schiff transportiert wurden. Am 29. Juni 1816 war die Überführung der Orgel abgeschlossen. Mit Johann Georg Wilhelm Wilhelmy (Stade) schloss man einen Kontrakt, in dem er sich verpflichtete, die Orgel für 385 Reichstaler wieder aufzubauen und einzurichten. Dabei musste das Hauptgehäuse eingekürzt werden. Für die Flammenornamente vor den Füßen der Prospektpfeifen im Mittelturm des Rückpositivs, die ein stilistisch auffallend fremdes Element darstellen, benutzte Wilhelmy zerbrochene Teile von Engelsflügeln, die heute den Engeln auf dem Rückpositiv fehlen. Die runden Segmente neben dem Mittelturm des Rückpositivs gehen wahrscheinlich auf die Aufstellung von Wilhelmy in Cappel zurück. Zusätzlich wurde Wilhelmy beauftragt, einen Zimbelstern einzubauen. Aufgrund der niedrigeren Deckenhöhe gegenüber Hamburg konnten die Christus- und Engelfiguren nicht mehr auf dem Hauptwerk platziert werden und fanden fortan auf dem Kanzelaltar Verwendung. Seitdem weist Johannes der Täufer, die mittlere Figur auf dem Rückpositiv, mit seinem Zeigefinger nicht mehr auf die Christusfigur, sondern ins Leere. 1890 ersetzte der Stader Orgelbauer Johann Hinrich Röver die Balganlage Schnitgers durch drei große Keilbälge, die in der Bauweise denen von Schnitger ähnelten und eine vergleichbare, atmende Windversorgung garantierten. Bis 1927 wurden das Instrument durch verschiedene Orgelwerkstätten aus Stade gewartet, ohne dass Eingriffe in die Substanz erfolgten.

### Restaurierungen

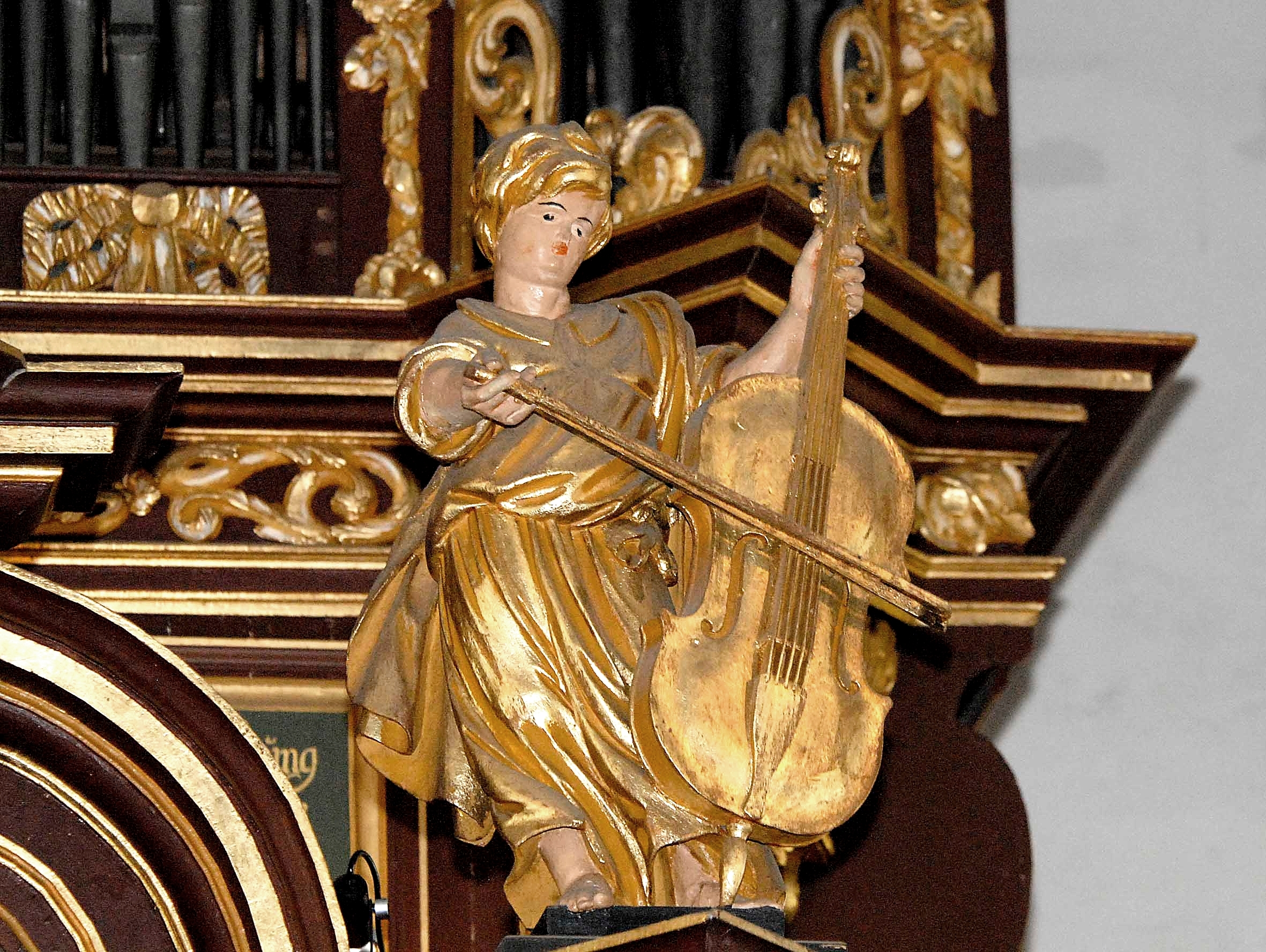
Gambe spielender Engel

Im Jahr 1928 wies Christhard Mahrenholz in einem Gutachten auf die besondere Bedeutung der Orgel hin und empfahl eine Renovierung und Instandsetzung der zwischenzeitlich stillgelegten Register. Für dieses Jahr ist ein Ankaufversuch nachgewiesen, weitere Versuche folgten zwischen 1932 und 1935. Im Jahr 1932 baute die Orgelwerkstatt P. Furtwängler & Hammer ein elektrisches Gebläse ein.
Ab 1939 erfolgte eine erste Instandsetzung durch Paul Ott, der auch 1950–1952 die Orgel bei den Aufnahmen von Helmut Walcha     betreute. 1976/1977 wurde die Orgel von Rudolf von Beckerath Orgelbau (Hamburg) nach Heizungsschäden instand gesetzt und die historische Substanz gesichert. Die seit 1816 bestehende gleichstufige Temperatur wurde beibehalten. Bei dem Cornet 2′ musste die obere Oktave ergänzt werden, da das Register zwischenzeitlich als Trompete 4′ umgesetzt war. Die Cimbel wurde in der ursprünglichen Zusammensetzung ergänzt. Im Jahr 2009 wurde die Balganlage von Beckerath restauriert und die Kirchenrückwand saniert.

## Disposition seit 1939 (= 1680)
| I Rückpositiv CDE–c3 |       |   |
| Principal            | 04′   | S |
| Gedact               | 08′   | V |
| Quintadena           | 08′   | S |
| Floit                | 04′   | S |
| Octava               | 02′   | S |
| Siffloit             | 1 ⁄2′ | S |
| Sesquialtera II0     |       | S |
| Tertian II           |       | S |
| Scharff IV–IV        |       | S |
| Dulcian              | 16′0  | S |

| II Hauptwerk CDE–c3 |      |     |
| Principal           | 08′  | S   |
| Quintadena          | 16′0 | V   |
| Hollfloit           | 08′  | V   |
| Octava              | 04′  | V   |
| Spitzfloit          | 04′  | S   |
| Nasat               | 03′  | V   |
| Gemshorn            | 02′  | V   |
| Rauschpfeife II0    |      | S   |
| Mixtur V–VI         |      | S   |
| Cimbel III          |      | B/S |
| Trompet             | 08′  | V   |

| Pedal CD–d1      |      |     |
| Untersatz        | 16′0 | V   |
| Octava           | 08′  | V   |
| Octava           | 04′  | S   |
| Nachthorn        | 02′  | S   |
| Rauschpfeife II0 |      | S   |
| Mixtur IV–VI     |      | S   |
| Posaun           | 16′  | S   |
| Trompet          | 08′  | V   |
| Cornet           | 02′  | B/S |

V = aus der Vorgängerorgel der Spätrenaissance (1567?)
S = Schnitger (1680)
B = Beckerath (1977)
- Koppeln: Manual-Schiebekoppel (außer Betrieb)
- Tremulant (B)
- Cimbelstern (V)

Anmerkungen
1. 1 2  Mit gebrochener Oktave (Fis und Gis auf geteilten Obertasten).
2. ↑  Aus Blei.

## Technische Daten
- 30 Register, 51 Pfeifenreihen
- Windversorgung:

  - 3 Keilbälge (Röver)
  - 3 Sperrventile (Schnitger)
  - Winddruck: 68 mmWS
- Windladen: Hauptwerk, Rückpositiv und Pedal (Schnitger)
- Traktur:
  - Klaviaturen: Manuale (Schnitger), Pedal (Beckerath)
  - Tontraktur: Mechanisch
  - Registertraktur: Mechanisch
- Stimmung:
  - Gleichstufige Stimmung (seit 1816)
  - Tonhöhe ca. 3⁄5Ton über a1 = 440 Hz

## Aufnahmen/Tonträger
- Vollständigkeit anstrebende Diskografie.